# Gymnangium gracilicaulis
Gymnangium gracilicaulis is een hydroïdpoliep uit de familie Aglaopheniidae. De poliep komt uit het geslacht Gymnangium. 